# 126P/IRAS
126P/IRAS是一顆週期彗星，軌道周期為13.4年。J. Davies於1983年7月28日紅外線天文衛星拍攝的影像中發現的該彗星。帕洛瑪天文台1.2米塞繆爾·奧欣望遠鏡拍攝的影像證實了這項發現。
當天文學家發現這顆彗星時，視星等為15等，外觀類似恆星。隨後該彗星逐漸明亮，於1983年9月中旬達到視星等11等，彗尾長3.5角分。布萊恩·馬斯登計算彗星的軌道，發現該彗星是一顆短週期彗星，軌道周期為13.32年。這顆彗星在1996年再次出現時被觀測到，當時亮度在1996年9月增至約11等，10月則減弱至約12等。這顆彗星在2010年和2023年出現時曾被天文學家觀測到。
1996年彗星出現時，當其位於近日點附近時，紅外線太空天文台對其進行了觀測。該彗星在中紅外線區域有一條長15角分的彗尾。其表面覆蓋著小於5微米的塵埃顆粒，其大小與哈雷彗星相似。塵埃質量的損失率在150至600公斤/秒之間，而彗星脫落的塵埃質量是氣體質量的3.3倍。尾部塵埃顆粒的反照率估計為0.15 ±0.03。根據紅外線觀測，估計核心的半徑為1.57±0.14公里。
有天文學家提出，大約13,000年前彗星噴出的流星體可能曾到達地球，形成瀰漫的流星雨。

## 外部連結
- NASA JPL小天體瀏覽器上的126P/IRAS